# Seguin (Texas)
Seguin é uma cidade localizada no estado norte-americano do Texas, no Condado de Guadalupe.

## Demografia
Segundo o censo norte-americano de 2000, a sua população era de 22.011 habitantes.
Em 2006, foi estimada uma população de 24.909, um aumento de 2898 (13.2%).

## Geografia
De acordo com o United States Census Bureau tem uma área de
49,7 km², dos quais 49,3 km² cobertos por terra e 0,4 km² cobertos por água. Seguin localiza-se a aproximadamente 159 m acima do nível do mar.

## Localidades na vizinhança
O diagrama seguinte representa as localidades num raio de 20 km ao redor de Seguin.